# ItAli Airlines

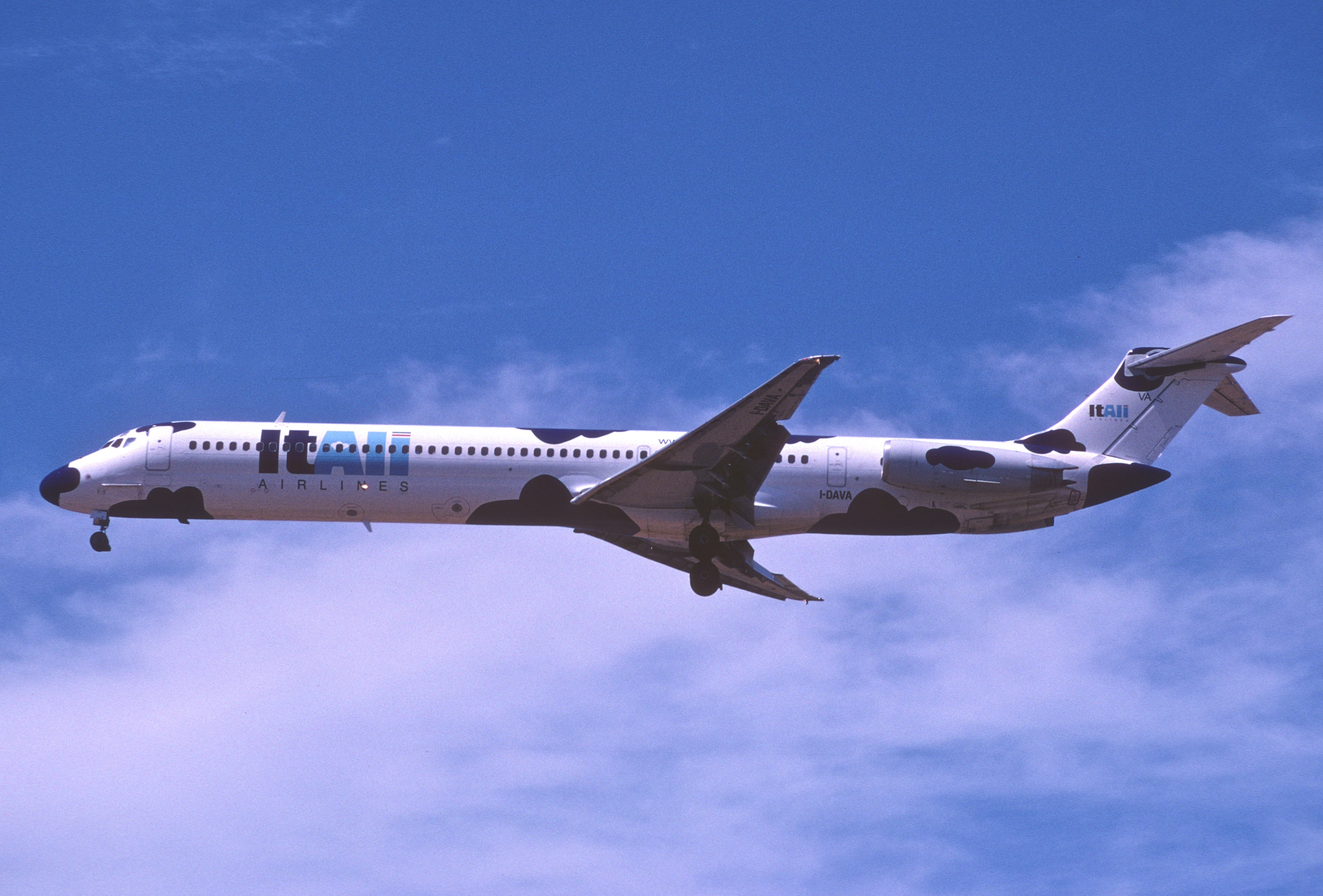
Uno dei cinque McDonnell Douglas MD.82 utilizzati.

Itali Airlines S.p.A. (o in breve Itali S.p.A.) è stata una compagnia aerea italiana con sede a Roma Ciampino, e faceva parte del GRUPPO AEROSERVICES che offriva una serie di servizi legati all'aviazione.

## Storia

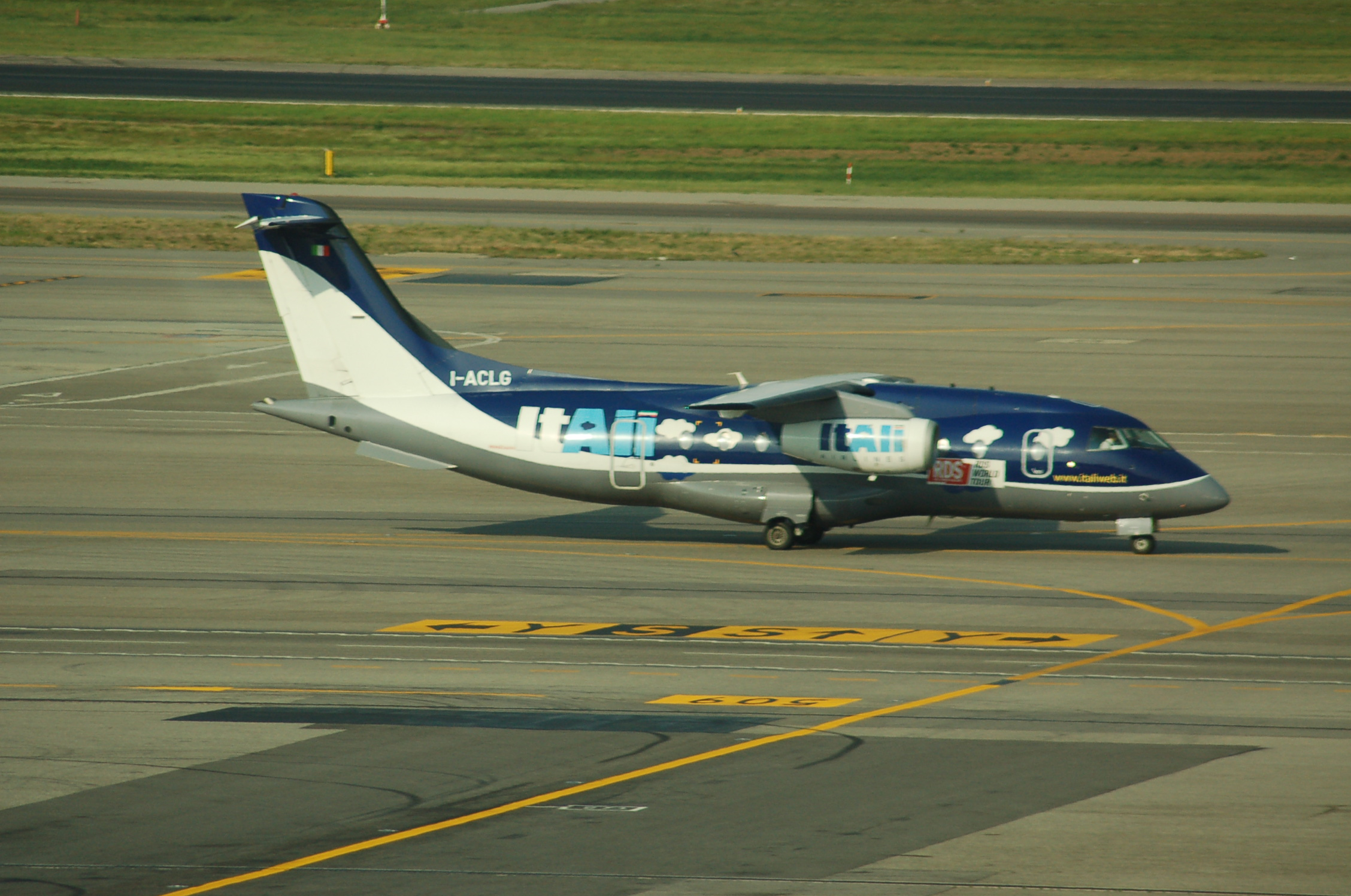
Uno dei due Dornier 328JET utilizzati.

L'ItAli Airlines nasce a Pescara originariamente come TAI (Trasporti Aerei Italiani) e, nel 2004, cambiò denominazione. L'ItAli Airlines collegò l'Aeroporto di Pescara con i principali aeroporti italiani in coincidenza con i voli nazionali ed internazionali e con alcune destinazioni internazionali, in particolare il collegamento giornaliero con l'Aeroporto di Milano-Linate era operato con Fairchild Swearingen SA 227 Metroliner.
Le operazioni charter/ACMI erano operate con McDonnell Douglas MD-82 acquistati dalla compagnia di bandiera Alitalia, principalmente dalle basi dell'Aeroporto di Roma-Fiumicino e dell'Aeroporto di Milano-Malpensa. Le principali destinazioni ItAli nell'estate 2010 sono state Samos, Lourdes, Lampedusa, Rodi e, soprattutto, Tirana, con voli plurisettimanali. Il 16 dicembre 2010 ItAli Airlines ha avviato i collegamenti Roma Fiumicino - Genova e Genova - Parigi Charles de Gaulle. 
La manutenzione dei velivoli MD-82 era eseguita dal personale Alitalia. 
All'inizio dell'estate 2009 crearono il ramo Aerotaxi della compagnia con base d'armamento sull'Aeroporto di Roma-Ciampino e base secondaria sull'Aeroporto di Milano-Linate. I voli executive operavano sotto il marchio di MustFly, sussidiaria di ItAli Airlines. MustFly operava in Aviazione generale sotto il COA di ItAli Airlines i velivoli executive della flotta, tra cui due Do.328J, precedentemente utilizzati nei regolari servizi di linea, riconfigurati appositamente a 19 posti.
Il 21 ottobre 2010, a seguito di indagini condotte dal Nucleo di polizia tributaria della Guardia di Finanza di Pescara (operazione Flying Money), l'azionista di maggioranza di Aeroservices Group, Giuseppe Spadaccini, viene tratto in arresto insieme ad altre 12 persone per una maxi evasione fiscale internazionale da 90 milioni di euro. Malgrado ciò, la Compagnia prevedeva di operare dal 16 dicembre nuove tratte.
Il 19 novembre 2010 l'ENAC ha rilasciato al vettore una licenza provvisoria di esercizio (con validità fino al 20 maggio 2011) al posto del precedente Certificato di Operatore Aereo a tempo indeterminato.
Il 14 gennaio 2011 la compagnia ha tolto dalla vendita e cancellato tutti i voli.
Dall'11 marzo 2011 l'ENAC ha sospeso la licenza di trasporto aereo a causa del permanere di alcune criticità non risolte precedentemente dal vettore.

## Flotta
| Tipo di aereo                          | In flotta |
| -------------------------------------- | --------- |
| SA-227 Metroliner Fairchild Swearingen | 2         |
| Fairchild Dornier 328JET               | 2         |
| McDonnell Douglas MD-82                | 5         |
| Cessna Citation Mustang                | 5         |
| Cessna Citation I                      | 1         |